# Gisebo station

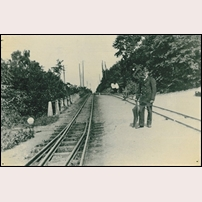
Stationsvakten Herman Lund på Gisebo station

Gisebo station var en station på Jönköping–Gripenbergs Järnväg mellan 1895 och 1935. Den låg i Skärstads socken norr om Huskvarna i nuvarande Jönköpings kommun. Stationen låg 5,2 kilometer norr om Rosendala station i Huskvarna och 2,4 kilometer söder om Vistakulle station.
Gisebo var den minsta stationen vid Jönköping–Gripenbergs Järnväg. På stationen fanns, förutom stationshuset i tegel från 1904, ett litet godsmagasin från 1905 och en bod för dressin. 